# Hans Jacob von Czernickow
Hans Jacob von Czernickow (23. maj 1749 i København – 14. januar 1830) var en dansk officer.
Han blev født i København, hvor hans fader, Christian Ulrich von Czernickow, var premierløjtnant ved Garnisonsregimentet (død 1757); moderen hed Cathrine Poulsdatter. Knap 10 år gammel udnævntes han til landkadet reformé, blev 1763 kadet, 1766 kadetkorporal og 1769 underkonduktør ved Ingeniørkorpset med anciennitet af 1766. I 1772 fik han karakter som konduktør og udnævntes i 1774 til ingeniørsekondløjtnant og i 1778 til virkelig premierløjtnant. Fra 1773–75 var han beskæftiget ved topografiske opmålinger i Norge, fra 1783–84 ved anlægget af Den slesvig-holstenske Kanal, og 1788 deltog han i felttoget i Sverige. I 1789 erholdt han karakter som kaptajn af infanteriet, i 1793 som virkelig ingeniørkaptajn, hvortil han udnævntes året efter. Efter i 1801 at have været ansat under den kommanderende general i Nørrejylland blev han 1803 ingeniørmajor, 1804 karakteriseret oberstløjtnant af infanteriet, 1809 karakteriseret oberst af infanteriet med anciennitet af 1808 og kommandør for det holstenske ingeniørdetachement. 1812 forbeholdtes der ham anciennitet som generalmajor, hvortil han udnævntes året efter, samtidig med at han blev interimskommandant i Glückstadt. Som sådan ledede han fæstningens forsvar, indtil den overgav sig til englænderne 5. januar 1814. Der nedsattes i den anledning straks en general-krigskommission, men forinden dennes dom faldt, erholdt han afsked af krigstjenesten 1. februar 1816 ved hærreduktionen. Dommen af 9. maj 1817 lød på kassation med tab af generalmajors karakter og pension, hvilket af kongen blev ændret til 6 måneders fæstningsarrest i 3. eller strengeste grad i Frederiksort. Czernickow døde 14. januar 1830. 1790 havde han ægtet Sophie Charlotte Friboe (f. 1769), datter af artillerimajor Peter Svane Friboe og Margrethe Lucie Louise f. Bauditz.